# Élections législatives de 1876 dans les Landes
Les élections législatives de 1876 ont eu lieu les 20 février et 5 mars 1876.

## Résultats à l'échelle du département
| Partis         | Partis              | Premier tour | Premier tour | Sièges |
| Partis         | Partis              | Voix         | %            | Sièges |
| -------------- | ------------------- | ------------ | ------------ | ------ |
|                | Bonapartistes       | 24 941       | 40,15        | 3      |
|                | Gauche républicaine | 16 811       | 27,06        | 0      |
|                | Légitimistes        | 12 300       | 19,80        | 1      |
|                | Centre gauche       | 5 043        | 8,12         | 1      |
|                | Union républicaine  | 3 026        | 4,87         | 0      |
|                |                     |              |              |        |
| Inscrits       | Inscrits            | 81 145       | 100,00       | 5      |
| Votants        | Votants             | 62 365       | 76,86        |        |
| Abstentions    | Abstentions         | 18 780       | 23,14        |        |
| Blancs et nuls | Blancs et nuls      | 244          | 0,39         |        |
| Exprimés       | Exprimés            | 62 121       | 99,61        |        |

## Résultats par arrondissement

### Arrondissement de Dax

#### 1recirconscription
| Candidat       | Candidat                       | Parti               | Premier tour | Premier tour |
| Candidat       | Candidat                       | Parti               | Voix         | %            |
| -------------- | ------------------------------ | ------------------- | ------------ | ------------ |
|                | Alexandre de Cardenau de Borda | Légitimiste         | 5 606        | 50,73        |
|                | Gustave Loustalot              | Gauche républicaine | 5 211        | 47,16        |
|                | Benoît-Martin Sourigues        | Union républicaine  | 233          | 2,11         |
|                |                                |                     |              |              |
| Inscrits       | Inscrits                       | Inscrits            | 13 988       | 100,00       |
| Votants        | Votants                        | Votants             | 11 100       | 79,35        |
| Abstention     | Abstention                     | Abstention          | 2 888        | 20,65        |
| Blancs et nuls | Blancs et nuls                 | Blancs et nuls      | 50           | 0,45         |
| Exprimés       | Exprimés                       | Exprimés            | 11 050       | 99,55        |

#### 2ecirconscription
| Candidat       | Candidat                       | Parti               | Premier tour | Premier tour |
| Candidat       | Candidat                       | Parti               | Voix         | %            |
| -------------- | ------------------------------ | ------------------- | ------------ | ------------ |
|                | François-Marie-Charles Boulart | Bonapartiste        | 5 957        | 52,15        |
|                | Dubois                         | Gauche républicaine | 5 465        | 47,85        |
|                |                                |                     |              |              |
| Inscrits       | Inscrits                       | Inscrits            | 14 402       | 100,00       |
| Votants        | Votants                        | Votants             | 11 466       | 79,61        |
| Abstention     | Abstention                     | Abstention          | 2 936        | 20,39        |
| Blancs et nuls | Blancs et nuls                 | Blancs et nuls      | 44           | 0,38         |
| Exprimés       | Exprimés                       | Exprimés            | 11 422       | 99,62        |

### Arrondissement de Mont-de-Marsan

#### 1recirconscription
| Candidat       | Candidat              | Parti          | Premier tour | Premier tour |
| Candidat       | Candidat              | Parti          | Voix         | %            |
| -------------- | --------------------- | -------------- | ------------ | ------------ |
|                | Adhémar de Guilloutet | Bonapartiste   | 7 326        | 61,50        |
|                | Elie de Dampierre     | Légitimiste    | 4 586        | 38,50        |
|                |                       |                |              |              |
| Inscrits       | Inscrits              | Inscrits       | 16 074       | 100,00       |
| Votants        | Votants               | Votants        | 11 984       | 74,56        |
| Abstention     | Abstention            | Abstention     | 4 090        | 25,44        |
| Blancs et nuls | Blancs et nuls        | Blancs et nuls | 72           | 0,60         |
| Exprimés       | Exprimés              | Exprimés       | 11 912       | 99,40        |

#### 2ecirconscription
| Candidat       | Candidat       | Parti               | Premier tour | Premier tour |
| Candidat       | Candidat       | Parti               | Voix         | %            |
| -------------- | -------------- | ------------------- | ------------ | ------------ |
|                | Victor Lefranc | Centre gauche       | 5 043        | 54,51        |
|                | Victor Pidoux  | Légitimiste         | 2 108        | 22,78        |
|                | Charles Pazat  | Bonapartiste        | 1 645        | 17,78        |
|                | Pascal Duprat  | Gauche républicaine | 456          | 4,93         |
|                |                |                     |              |              |
| Inscrits       | Inscrits       | Inscrits            | 13 064       | 100,00       |
| Votants        | Votants        | Votants             | 9 291        | 71,12        |
| Abstention     | Abstention     | Abstention          | 3 773        | 28,88        |
| Blancs et nuls | Blancs et nuls | Blancs et nuls      | 39           | 0,42         |
| Exprimés       | Exprimés       | Exprimés            | 9 252        | 99,58        |

### Arrondissement de Saint-Sever
| Candidat       | Candidat                | Parti               | Premier tour | Premier tour |
| Candidat       | Candidat                | Parti               | Voix         | %            |
| -------------- | ----------------------- | ------------------- | ------------ | ------------ |
|                | François de Laborde     | Bonapartiste        | 10 013       | 54,17        |
|                | Pascal Duprat           | Gauche républicaine | 5 679        | 30,72        |
|                | Benoît-Martin Sourigues | Union républicaine  | 2 793        | 15,11        |
|                |                         |                     |              |              |
| Inscrits       | Inscrits                | Inscrits            | 23 617       | 100,00       |
| Votants        | Votants                 | Votants             | 18 524       | 78,44        |
| Abstention     | Abstention              | Abstention          | 5 093        | 21,56        |
| Blancs et nuls | Blancs et nuls          | Blancs et nuls      | 39           | 0,21         |
| Exprimés       | Exprimés                | Exprimés            | 18 485       | 99,79        |